# Leptispa denticulata
Leptispa denticulata (Achard, 1917), es una especie de insecto coleóptero de la familia Chrysomelidae.

## Descripción
Longitud: 4,5 mm.Totalmente negra, poco brillante. Cuerpo alargado y estrecho. Cabeza finamente y desigualmente punteada, marcada por un surco longitudinal poco profundo con bordes ensanchados, sin ninguna impresión supraocular.
Pronoto muy desigualmente punteado; bordes laterales casi paralelos, estrechándose bruscamente antes del ángulo anterior; este último está curvado hacia abajo y ligeramente saliente. Borde posterior bisinuado, con el lóbulo medio muy ampliamente redondeado; ángulos posteriores agudos y salientes. Escutelo liso.
Élitros con estrías punteadas, redondeados por separado en el ápice, cuya parte explanada está finamente denticulada; interestrías lisas, claramente elevadas en costillas en el tercio apical.

## Distribución
Fort Crampel queda en la actual República Centroafricana.